# Капкаев, Олег Хамзяевич
Олег Хамзяевич Капкаев (Олегс Капкаев, 7 февраля 1966 года, Даугавпилс, Союз Советских Социалистических Республик) — российский путешественник, мотокастомайзер, дизайнер, бизнесмен, общественный деятель.
Член Русского Географического Общества.

## Биография

### Образование и работа
В 1988 году окончил Даугавпилсское высшее военное авиационное инженерное училище, служил в Забайкалье.
Уволившись из армии в 1992 году, в 1995 году окончил Санкт-Петербургский государственный университет экономики и финансов по специальности «Управление средствами производства», в 1998 году — Санкт-Петербургский государственный университет по специальности «Информационные технологии».
Живёт в городе Санкт-Петербурге
Одновременно с продолжением образования, в 1992 году начал заниматься бизнесом, в 1998 году — организация в г. Санкт-Петербурге мотомастерской и мотоклуба FORT MC
В 2003 году мотоцикл мастерской вошёл в десятку лучших на чемпионате Европы по кастомайзингу.
2004 год — номинация Iron Butt
2006 год — лучший мотоцикл на чемпионате России по кастомайзингу, Российская ассоциация кастомайзеров.
2008 год — лучший мотоцикл в классе «Олдтаймер» на Кастом-шоу России.
2009 год — лучший мотоцикл на Кастом-шоу России.
2013 год — 2-е место в категории «Чоппер» на Scandinavian Championship of Custom Bike Building в Norrtalje, Швеция
2013 год — лучший мотоцикл с коляской IMIS 2013, Moscow Custom Show 2013
2013 год — Мотопутешественник года IMIS 2103
2013 год — лучший Трайк Кубок по кастомайзингу IMIS 2013
2014 год — лучший StreetFighter Кубок по кастомайзингу 2014
2014 год — лучший мотоцикл с коляской Кубок по кастомайзингу 2014
2015 год — Мотопутешествие года IMIS 2015
2015 год — Гран-при выбор экспертов Кубок по кастомайзингу IMIS 2015
2015 год — Выбор зрителей МотоЗима 2015
2015 год — 2 ое место мотореставрация IMIS 2015
2016 год — Лучший фильм о мотопутешествии (Мото Кадр 2016, Мото Оскар 2016)
2016 год — Мотопутешествие года IMIS 2016
2016 год — получение статуса MadRider.
В 2010 году получил статус первого Официального дилера легендарных мотоциклов Indian в странах СНГ и Восточной Европы.
Известен работами в области дизайна интерьеров.
2011 год — третье место в конкурсе «Лучшие дизайнеры и интерьеры» журнала Собака.ru с проектом «Квартира на Яхтенной»
2012 год — третье место в конкурсе «Лучшие дизайнеры и интерьеры» журнала Собака.ru с проектом "Мотосалон «Папин гараж»

### Путешествия
Самое первое мотопутешествие совершил в коляске мотоцикла Ява-350 в середине 70-х годов прошлого века по маршруту Даугавпилс-Брест.
С тех пор проехал на мотоцикле более чем по 50 странам мира, преодолев в общей сложности около 200 тысяч километров.
Наиболее протяжёнными и сложными из пройденных маршрутов были путешествия в Монголию (13 900 км), на Памир (12 900 км), а также зимняя мотоэкспедиция на полуостров Ямал, посвящённая памяти русского полярного исследователя Георгия Седова
Однако значительно опаснее оказалось путешествие по Ближнему Востоку в мае 2012 года, закончившееся для Капкаева и его спутников недельным заключением в военной тюрьме в Ираке якобы за нарушение визового режима.
Освободиться и вернуться на родину мотопутешественникам удалось только после вмешательства российских дипломатов и лично Президента Республики Ирак.
2005 год — первый приз на мотослёте Snow Dogs за самый дальний мотопробег.
2006, 2007, 2008, 2010 годы — признание мотопутешественником года Международной конференцией мототуристов.
2006 год — первый приз ралли Elephant Treffen (Германия) за самый дальний мотопробег.
2008 год — первые призы ралли Elefanten Treffen, Pinguinos (Испания), Motaurus (Португалия) за самый дальний мотопробег.
2012 год — Первая зимняя Заполярная мотоэкспедиция, посвященная 100 летию экспедиции л-та Седова Г. «Только на Север!»
Тюмень-Ямбург(Ямал)
В феврале 2013 года возглавил II-ю зимнюю заполярную мотоэкспедицию «Только на Север!» по маршруту Новый Уренгой — Надым — Салехард — Лабытнаги — Байдарацкая Губа — Константинов Камень — Воркута, под эгидой Русского географического общества и Всероссийского общества охраны природы. Экспедиции присвоен высший класс сложности по нормативам Мотоциклетной федерации России, участниками подана заявка в книгу рекордов Гиннесса.
2014 февраль — Первая зимняя мотоэкспедиция к Полюсу Холода и в Магадан, под эгидой Русского географического общества.
Создание фильма "По дороге Смерти к Полюсу Холода"
Экспедиции присвоен высший класс сложности по нормативам Мотоциклетной федерации России, участниками подана заявка в книгу рекордов Гиннесса и книгу рекордов России
2016 январь — организация, руководство и участие в Зимней мотоэкспедиции «Только на Север! Русская Арктика 2016», на берег Баренцевого моря и на самую северную точку Европы Nord Kaap, под эгидой Русского Географического общества.
2017 год - организация и участие в экспедиции к высокогорному озеру Зоркуль,высота 4200 метров, Памир.
Создание фильма "Памир без тракта" - победитель номинации Мото Оскар.
2023 год - зимний мотопробег Выборг-Владивосток(по детским домам)
В марте 2013 года номинирован Всероссийским обществом охраны природы на звание «Человек года».

### Мотогонки
2009, 2010 годы — второе место на Чемпионате России по гонкам на унимото.
2011 год — первое место по ледовым гонкам на мотоциклах с коляской.
2012 год — второе место на Первом ледовом чемпионате мира по унимото
2019,2021,2023 год - рекорды скорости на льду, Байкальская миля.